# The Legend of Zelda: Breath of the Wild
A The Legend of Zelda: Breath of the Wild (ゼルダの伝説 ブレス オブ ザ ワイルド; Zeruda no Denszecu: Bureszu obu za Vairudo, ’Zelda legendája: A vadon lehelete’) egy akció-kalandjáték, amit a Nintendo fejlesztett és adta ki a Nintendo Switch és Wii U konzolokra. A Breath of the Wild a The Legend of Zelda franchise tizenkilencedik része és a Zelda sorozat idővonalának végén játszódik. A játékos az amnéziás Linket irányítja, aki felébredt száz éves álmából, hogy legyőzze Calamity Ganont és, hogy megmentse Hyrule királyságát.
Hasonlóan az eredeti 1986-os The Legend of Zelda játékhoz, a játékosok kevés utasítást kapnak, és szabadon fel tudják fedezni a világot. A feladatok közé tartoznak a különböző tárgyak és felszerelések gyűjtése, amik segítenek az olyan célok elérésében, mint a rejtvények megfejtése, vagy a mellékküldetések. A világ struktúrátlan, ami a felfedezésre és a kísérletezésre való felbátorításra lett tervezve, valamint a fő történetet nemlineárisan lehet teljesíteni.
A Breath of the Wild fejlesztése öt évig tartott, követve több rajongónak a kérését, akik egy nagyobb játékvilágot akartak felfedezni. Hogy újragondolják a sorozat konvencióit, a Nintendo olyan új elemeket vezetett be, mint a részletes kémiai és fizikai motorok. A Xenoblade Chronicles sorozat készítői a Monolith Soft, asszisztált a tájképek és a topográfia tervezésében. A játékot eredetileg 2015-ben tervezték kiadni, mint Wii U exkluzív, de kétszer elhalasztották. A játékot végül 2017. március 3-án adták ki, mint a Nintendo Switch nyitócíme, és az utolsó Nintendo által kiadott Wii U-s játékként. A letölthető tartalmakat 2017 júniusában és decemberében adták ki.
A Breath of the Wild egyetemes elismerésben részesült a nyílt végű játékmenetért és a részletekre való figyelemért. A kritikusok a nyílt világú játéktervezésnek a fordulópontjának nevezték, de kisebb kritikák érték a technológiai teljesítményért induláskor. Számos év játéka díjat nyert, és minden idők egyik legjobb videójátékának tartják. A Breath of the Wild szintén egyike minden idők legjobban elkelő videójátékainak, eladva több mint 28 millió példányt 2022-ig. A játék spin-offját, a Hyrule Warriors: Age of the Calamityt 2020-ban adták ki. A játéknak a közvetlen folytatását 2023-ban tervezik kiadni Switch-re.

## Játékmenet
A Breath of the Wild egy nyílt világú akció-kalandjáték. A játékosoknak az a feladata, hogy felfedezzék Hyrule királyságát, miközben Linket irányítják. A Breath of the Wild ösztönzi a nemlineáris játékmenetet, amit illusztrál a játék területeinek határozott bejáratainak vagy kijáratainak hiánya, kevés utasítást adva a játékosnak és felbátorít a szabad felfedezésre. A Breath of the Wild bevezeti a következetes fizikai motort a Zelda sorozatba, megengedve a játékosoknak, hogy a problémákat különféle módokon közelítsék meg ahelyett, hogy csak egyetlen egy megoldást kelljen keresni. A játék szintén bevezeti a „kémiai motort”, ami meghatározza a legtöbb tárgynak a fizikai tulajdonságait, és szabályozza, hogy hogyan lépjenek kapcsolatba a játékossal, és egymással. Például zivatarok alatt a fém tárgyak vonzzák a hatalmas villámcsapásokat; ezért vihar alatt a játékosnak óvakodnia kell, hogy ne viseljen fémet, de eldobhatják a fém tárgyakat az ellenségekre, hogy rájuk csapjon a villám. Ezeknek a tervezési megközelítésének az eredménye egy általánosan struktúrátlan és interaktív világ, ami jutalmazza a kísérletezést, és engedi a történet nemlineáris teljesítését.
Linkként a játékosok olyan cselekvéseket hajthatnak végre, mint a futás, a mászás, az úszás vagy a siklóernyős siklórepülés, ugyanakkor korlátozza őt az állóképessége. Link tud szerezni tárgyakat a környezetből, beleértve fegyvereket, ételeket, és más erőforrásokat. Eltérően a korábbi Zelda játékoktól, a fegyverek és a pajzsok degradálódnak használatuk során. Sok tárgyat sok mindenre lehet használni; például a fa fegyverekkel tüzet lehet gyújtani, a fa pajzsokkal gyűjteni lehet az ellenség nyilait, és bármely pajzsot lehet használni rögtönzött snowboardként. A játékosok szerezhetnek élelmiszert és összetevőket az elixírekhez, állatokra való vadászással, vad gyümölcsök gyűjtésével, vagy a legyőzött ellenségek részeinek begyűjtésével. Az élelmiszer vagy az összetevők kombinálásával lehet főzni ételeket és elixíreket, amik helyreállíthatják Link életerejét és állóképességét, vagy adhatnak olyan ideiglenes státuszbónuszokat, mint például a megnövekedett erő, vagy az ellenállás a meleggel vagy a hideggel szemben. A „Sheikah Slate” egy fontos eszköz Link arzenáljában, amivel tud útpontokat jelölni a játékon belüli térképen, valamint fényképezhet anyagokat, élőlényeket és ellenségeket. Ezek a képek a játékon belüli kompendiumba kerülnek, amelyeket fel lehet használni az értékes tárgyak kereséséhez. A „Sheikah Slate”-tel szintén képes a játékos létrehozni távirányítós bombákat, manipulálni a fém tárgyakat, jégblokkokat formálni a vizes felszíneken, valamint tárgyakat állíthat meg rövid időre az időben. Harcban a játékosok bezárhatják a célpontokat precízebb támadásokhoz, miközben bizonyos gomb kombinációk lehetővé teszik a fejlett támadást és a védekező mozdulatokat. A játékosok szintén legyőzhetik az ellenségeket fegyverek nélkül, például úgy, hogy a szirtekről sziklákat görgetni le az ellenség táborába.
A felfedezésen kívül a játékosok teljesíthetnek feladatokat vagy kihívásokat bizonyos előnyöknek megszerzéséhez. A tornyok és szentélyek aktiválásával a térképre útpontok kerülnek, ahová bármikor teleportálhat a játékos. A tornyok aktiválása területeket is ad hozzá a térképhez, de a helyek nevei nincsenek hozzáadva, amíg a játékos fel nem fedezi a területet. A szentélyekben olyan kihívásokat lehet teljesíteni, mint például rejtvényeknek a megfejtése, vagy a robotikus ellenfelek legyőzése. Minden szentély teljesítésért jár egy „Spirit Orb” (Lélek Gömb). Négy gömböt el lehet cserélni további életerő vagy állóképesség pontokra. Ha Linknek már van legalább 13 szíve, visszaszerezheti a Mester kardot a Korok erdőben. A Mester kard az egyetlen törhetetlen fegyver a játékban; azonban hosszabb használat után lemerülhet az energiája, és 10 percet kell várni, hogy újratöltsön. Hyrule szerte kis rejtvények felfednek Korok magokat, amiket el lehet cserélni a fegyverek, pajzsok és íjak fegyvertárának bővítésére. A települések csatlakozási pontokként szolgálnak a küldetésekhez, a mellékküldetésekhez, valamint a boltokhoz, amik anyagokat és ruhákat árulnak. Túrázók és más utazók mellékküldetéseket, tippeket vagy beszélgetést nyújtanak. Ezen kívül a játékosok az amiibo figurák szkennelésével idézhetnek tárgyakat, vagy hívhatják Link lovát Eponát a korábbi Zelda játékokból, vagy Farkas Linket a Twilight Princessből.

## Történet
A Breath of the Wild a Zelda idővonal végén játszódik, Hyrule királyságában. Az ősi időkben, az ősi Sheikah faj fejlett civilizációvá fejlesztette Hyrule-t, amelyet négy hatalmas állatias gép, a Divine Beastek (Isteni Állatok) és autonóm fegyverek serege, a Guardianek (Őrzők) védelmeztek. Amikor megjelent egy ősi gonosz, Calamity Ganon és fenyegette Hyrule-t, négy nagy harcos, akik megkapták a Bajnok címet, arra használták az Isteni Állatokat, hogy meggyengítsék Ganont miközben a hercegnő az istennő vérével és az ő kinevezett lovagja harcoltak vele, és az elzárásával győzték le.
10 évezreddel később Hyrule királysága visszaesett középkori állapotba. Olvasva őseik próféciáit, a Hylianek felismerték Ganon visszatérésének jeleit és felásták a környező területeket, hogy feltárják az Isteni Állatokat és az Őrzőket. Ez idő alatt Zelda hercegnő erőteljesen gyakorol, hogy felébressze azt az elzáró varázslatot, ami Ganon legyőzéséhez kell, miközben igyekszik fenntartani az ő személyes kutatását. Eközben a hercegnő védelmére kineveztek egy lovagot, Linket, akit azért választottak, mert tudja forgatni a Mester Kardot, ami szintén ismert, mint a kard amely elzárja a sötétséget. Miután felkereste őket Zelda, a Bajnokok – Mipha, a vízi Zorák hercegnője; Revali, a madárszerű Ritók íjásza; Daruk, a hegyi Goronok harcosa; és Urbosa, a sivataglakó Gerudók vezére – összegyűltek, hogy vezessék az Isteni Állatokat (Vah Rudania, Vah Ruta, Vah Medoh, és Vah Naboris), miközben a jelenlegi Zelda és Link Ganon ellen harcolnak közvetlenül.
Ugyanakkor Zelda tizenhetedik születésnapján Ganon megszállta az Őrzőket és az Isteni Állatokat, Hyrule ellen fordítva őket. Rhoam király és a Bajnokok meg lettek ölve, a kastély városa elpusztult, valamint Link súlyosan megsérült, miközben védelmezte a Hyrule-i Hadsereg egyetlen fennmaradó bázisát, Hateno erődöt. Miután biztosította, hogy Link biztonságban meggyógyuljon, Zelda elrejtette a Mester Kardot az Elveszett Erdőben, ahol a Nagy Deku Fa őrzi, majd a kastélyban arra használta a varázserejét, hogy elzárja önmagát és Ganont. A katasztrofális tragédia korokon át úgy lett ismert, mint a Nagy Csapás.
Egy évszázaddal azután, hogy elhelyezték a Feltámadás Szentélyének gyógyító kamrájában, Link amnéziásan ébred fel a már feldúlt Hyrule-ban. Találkozik egy öregemberrel, aki felfedi magát, mint Rhoam király elhúzódó szelleme. Rhoam elmagyarázza, hogy Ganon el van zárva Hyrule Kastélyában, megerősödött; arra kéri meg Linket, hogy győzze le Ganont mielőtt kiszabadulna, hogy elpusztítsa a világot.
Link bejárja Hyrule-t, visszatérve múltjának helyszíneire visszaszerzi az emlékeit. Hyrule fajainak segítségével bejut a négy Isteni Állatba, majd megtisztítja őket a Blight Ganonoktól (Waterblight Ganon, Windblight Ganon, Fireblight Ganon, és Thunderblight Ganon), kiszabadítja Hyrule korábbi bajnokainak szellemeit, és lehetővé teszi nekik, hogy újra irányíthassák az Isteni Állatokat. Miután megszerezte a Mester Kardot az Elveszett Erdőben, Link bejut Hyrule Kastélyába, ahol szembe száll Ganonnal. Az Isteni Állatok meggyengítették őt, és miután Link legyőzte őt, átalakul Dark Beast Ganonná, hogy elpusztítsa a világot. Zelda Linknek adja a Fény Íját, amivel eléggé meg lehet gyengíteni Ganont ahhoz, hogy Zelda elzárhassa őt. A béke helyreáll, majd Rhoam király és a bajnokok elindulnak a túlvilágba. Érezve a jelenlétüket Link és Zelda boldogan mosolyognak.
Ha a játékos megtalálja mind a 13 emléket a „Captured Memories” küldetésben, akkor feltárul egy jelenet a stáblista után, amelyben Zelda elhatározza, hogy Hyrule-t újjá kell építeni valamint, hogy neki és Linknek, maguknak kell megkezdeniük a folyamatot. Amint Link és Zelda rátekintenek Hyrule-ra, és elhatározzák, hogy helyreállítják – és talán azon túlra – régi dicsfényét, a hercegnő meggyőződik, hogy habár már nincs semmilyen természetfeletti ereje, mégis megbékült vele.

## Fejlesztés
A Breath of the Wildot a Nintendo belső részlege, a Nintendo EPD fejlesztette Nintendo Switch-re és Wii U-ra. A sorozat producere Aonuma Eidzsi szerint a fejlesztői csapat célja az volt, hogy „újragondolni a Zelda konvencióit”. A fejlesztés közvetlenül a The Legend of Zelda: Skyward Sword (2011) kiadása után kezdődött meg. Aonuma kommenteket kapott a játékosoktól, akik szeretnének látni egy összekapcsoltabb térképet, hogy felfedezhessék a játékmeneti területek közötti helyszíneket. 2013-ban a Nintendo kísérletezett a nemlineáris játékmenettel a The Legend of Zelda: A Link Between Worldsben, ami a dicséret közös pontja számos üzletből. A 2014-es E3-on Aonuma azt mondta, hogy a tömlöcök és a rejtvények, a sorozat két fő játékmeneti elemének megújítását tervezi, valamint úgy tervezi újra a játékot, hogy a játékosok úgy juthassanak a végére, hogy ne legyen szükséges végighaladni a történeten. Mivel a Nintendo sosem fejlesztett modern nyílt-világú játékot a Breath of the Wild skáláján, ezért utánanéztek korábbi játékoknak, hogy többet tudjanak meg a modern nagy-skálájú nyílt-világú játék készítésének kihívásairól, határozottan a The Elder Scrolls V: Skyrimnek és a Shadow of the Colossusnak (aminek vannak hasonló mászási mechanikái, valamint a játék készítője Ueda Fumito Aonuma barátja volt). A fejlesztői csapat a művészeti stílushoz különféle japán animékből vettek inspirációt, amelyeknek a nézésén nőttek fel, feltehetőleg többek között a Studio Ghibli és Mijazaki Hajao produkciói számos anime között. A sorozat főszereplőjét Linket újratervezték a játékhoz, mivel Aonuma szándékosan nemileg semlegessé akarta tenni őt, hogy a játékosok könnyebben viszonyulhassanak hozzá.
A játék kidolgozása előtt a fejlesztők terveztek egy játszható 2D-s prototípust, ami az eredeti Zeldára hasonlít, hogy kísérletezzenek a fizika-alapú rejtvényeken. A végső játék a Havok fizikai motorjának módosított változatát használja. A 2017-es Game Developers Conference-en, a rendező Fudzsibajasi Hidemaro, a technikai rendező Dohta Takuhiro és a művészeti rendező Takizava Szatoru tartottak egy prezentációt „Change and Constant – Breaking Conventions with The Legend of Zelda: Breath of the Wild” címmel, miközben demózták a prototípust. Aonuma a Breath of the Wild fizikai motorját a Zelda sorozat fontos fejlesztésének nevezte, mondván, hogy ez „mindent alátámaszt a világon”, és hogy ezzel „logikus és realisztikus módon” működhetnek a dolgok, hogy a játékosok különféle módokon közelítsék meg a rejtvényeket és a problémákat. Kifejtette a rendszer fejlesztésének nehézségét emlékezve, hogy a fejlesztés egyik napján belépett a játék egyik területére, és azt találta, hogy minden tárgyat elfújta a szél. A fejlesztés korai szakaszában, benne volt a játékban a „dupla horoglövő”, a korábbi Zelda játékok horoglövőjének variációja, amivel a játékosok úgy lengenének „mint Pókember”. Végül el lett távolítva a játékból, miután azt találták a fejlesztők, hogy túl sok mobilitást ad a játékosnak és „[megtöri] a mászó mechanikát.” Ahogy a korábbi Zelda játékokban megnőtt azoknak az akcióknak a mennyisége, hogy Link mennyi akciót hajthat végre, a fejlesztői csapat rájött, hogy a túl sok akció bonyolítaná az irányítást, így az akciók növelése helyett, megnövelték azoknak az eseményeknek a számát, amikkel a játékos kapcsolatba léphet a világban.
| „                         | Küldetésünk ennek az új Zelda játéknak a fejlesztésében … teljesen nyilvánvalóan a Zelda hagyományainak újragondolása. Utalok az elvárásra, hogy a játékosnak egy bizonyos sorrendben kell teljesítenie a tömlöcöket…mi mellőzni akartuk ezeket a hagyományokat, visszatérni az alapokhoz és csinálni egy újszülött Zeldát azért, hogy a játékosok a legjobban örüljenek a franchise valódi esszenciájának. | ” |
| – Aonuma Eidzsi, producer | |   |

A játék a Wii U érintőképernyős funkcióval készült és demonstrálták, de a fejlesztők azt találták, hogy „nézni előre-hátra a Gamepad és a képernyő között” elvonja a figyelmet a játékról. A funkciók el lettek távolítva, amikor elkezdték egyszerre fejleszteni a játékot Switch-re és Wii U-ra. A Wii U GamePad szintén befolyásolta az animációt; annak ellenére, hogy általában Link balkezes, a játékban jobbkezes lett, hogy passzoljon a GamePad irányítási rendszeréhez, ahol a kardlengető mozdulatok a jobb oldalon vannak. A játék Switch változata jobban teljesít, mint a Wii U kiadás, amikor a tévébe van dokkolva, de ha ki van dokkolva mindkettő változat ugyanazzal a felbontással fut. A Switch változatban szintén magasabb minőségűek a környezeti hangok. Aonuma azt állította, hogy a művészeti dizájnt a gouache és a plein air művészetek inspirálták, hogy segítsenek azonosítani a nagy világot. Takizava szintén idézte Dzsómon-korszakot, mint inspiráció a játékban található ősi Sheikah technológiára és architektúrára, a korszakot övező rejtély miatt. A játék tájképe Kiotó (a játék rendezőjének, Fudzsibajasi Hidemaro szülővárosa) belső és körülvevő helyei alapján készült, és részben a Monolith Soft tervezte meg, akik asszisztáltak a topográfiai pályadizájnnal. A játék kezdeti területe felföldként készült el, hogy a játékosok láthassák a világ kiterjedt környezetét.
A Breath of the Wild volt az első fő Zelda játék, amiben volt hangszínészkedés az átvezetőkben, még ha Link továbbra is csendes főszereplő. Aonumára is hatással volt az, amikor először hallott egy karaktert emberi hanggal a játékban, és hasonló benyomást akart hagyni a játékosokon. A csapat úgy döntött, hogy minden átvezető jelenetnek vesznek fel hanganyagot, nemcsak a fontos jelenetekhez, ahogy tervezték. A Nintendo nyolc nyelven készített szinkront és feliratot. Kezdetben a játékosok nem tudták beállítani, hogy a szinkron eltérjen felirattól; ugyanakkor 2017 májusában a Nintendo kiadott egy frissítést, ami által a játékosok kiválaszthatják a szinkron nyelvét. Az öt éves fejlesztést követően, 2017. február 3-án a játék arany lett, amit a Nintendo egy „wrap party”val ünnepelt meg. 2018 elején, egy időben a játék tajvani és dél-koreai kiadásával, a Nintendo kiadott egy patch-et világszerte, ami hozzáadja a hagyományos és egyszerűsített kínai valamint a koreai fordításokat a Nintendo Switch változathoz.
A játék zenéjét Kataoka Manaka, Ivata Jaszuaki és Vakai Hadzsime komponálta meg. Kataoka korábban dolgozott a Spirit Tracksen, míg Vakai a The Wind Wakerön. A soundtracket elsősorban zongorára írták és adták elő, összpontosítva a ambient zenére és hangokra, a korábbi Zelda játékok dallamos és derűs zenéivel szembe. Vakai szerint ez segítette hozzáadni a „hitelesség”et a környezethez, valamint a hangcsapat nagy része kihívásként fogadta.

## Kiadás
Aonuma eredetileg a játékról Wii U-ra 2013 januárjában beszélt egy Nintendo Direct prezentációban. A játék, folytatta, kihívná a sorozat konvencióit, mint például a követelmény, hogy a játékosoknak a tömlöcöket egy bizonyos sorrendben kell teljesíteniük. A következő évben a Nintendo bemutatta a játék nagyfelbontású, és cel-shade-elt vizuális stílusát, játékon belüli felvételekkel a 2014-es E3 sajtóeseményén. Eredetileg 2015-ben tervezték kiadni, de a játékot elhalasztották az év elején, és nem jelent meg annak az évnek az E3-ján. A Zelda sorozat készítője Mijamoto Sigeru újra megerősítette, hogy a játékot még mindig Wii U-ra fogják kiadni, a Nintendo következő konzoljának, a Nintendo Switch-nek a fejlesztése ellenére. A játékot ismét elhalasztották 2016 áprilisában, a fizikai motor problémái miatt. A Nintendo a 2016-os E3 eseményén megadta a lehetőséget a résztvevőknek, hogy lehessen játszani a Wii U változattal, ahol felfedték az alcímet, Breath of the Wild. A CNET azt mondta, hogy a bemutatástól „eláll[na] a lélegzeted”, és a Breath of the Wild volt a 2016-os E3 legtöbbet beszélt játéka a közösségi médiában, a Brandwatch közösségi médiafigyelő platform szerint. Az Eurogamer, a GameSpot és a GamesRadar+ az E3 legjobb játékai között listázta. 2017 januárjában, egy Nintendós prezentációban mutattak egy előzetest, amelyben felfedték, hogy a játékot a Switch egyik induló címeként adnák ki.
A Breath of the Wildot 2017. március 3-án adták ki Wii U-ra és Switch-re. Ez volt az utolsó Nintendo játék, amit Wii U-ra adtak ki. A Switch változat elérhető volt a korlátozott „Special Edition” és „Master Edition” csomagokban, amikben volt egy Sheikah Szem érme, egy Calamity Ganon tapéta világtérképpel, egy soundtrack CD, valamint egy témás hordtáska a Switch-hez. A Master Edition ezeken kívül tartalmazott egy szobrocskát a Mester Kard alapján. A „Explorer's Edition”t, amit 2017. november 23-án adták ki Switch-re, tartalmazott egy kétoldalú térképet és egy 100 oldalas könyvet történet információval. Európában a játék egyedi borító illusztrációt használt. Egy ötlemezes soundtracket 211 számmal, 2018. április 25-én adták ki Japánban.

### Letölthető tartalom
2017. június 30-án a Nintendo kiadott egy „season pass”t, kettő csomag letölthető tartalmat: a The Master Trialst és a The Champions’ Balladet. A The Master Trials hozzáad játékmenet módokat, funkciókat és tárgyakat. A Trial of the Sword kihívásban a játékos három próbával találja szembe magát, az első 12, a második 16, és a harmadik 23 szobából áll. Minden szoba tele van ellenségekkel, akiket a játékosnak le kell győzni a továbbhaladáshoz. Mindegyik szobát teljesíteni kell, mielőtt a játékos megkapná a jutalmat. A játékos felszerelés nélkül kezd, és elveszít minden haladást, ha game overt kap. Mindegyik próba végén a játékos Mester Kardjának támadási ereje megnövekszik 10 ponttal, és a kard kék fénye némileg növekszik. A harmadik próba végére a Mester Kardnak a támadási ereje meg lett duplázva, és kéken világít. A pakk szintén hozzáadja a játék magasabb nehézségi szintjét, a „Master Mode”-ot, ami hozzáad egy gyorsabb rang szintezést, és megnöveli az ellenségek rangját eggyel. Az ellenségek sokkal figyelmesebbek, amikor Link a közelükben oson, és a harc során lassan regenerálódik az életerejük. Az új repülő platformok az egész földön ajánlanak ellenségeket harcolni, és kincset jutalomként. A Hero’s Path funkció lerajzolja a játékos útját a játék térképén, arra tervezve, hogy segítsen a játékosoknak meghatározni a meg nem látogatott területeket. A játékos szintén megtalálhatja a rejtett Travel Medalliont, hogy elmentve Link jelenlegi pozícióját egyetlenegy útpontként, ahová Link bármikor teleportálhat. Új tárgyak közzé tartozik a Korok Maszk, ami értesíti a játékost, amikor egy Korok van a közelben, és más tematikus kozmetikum, kapcsolódva a korábbi Zelda játékokhoz.
A The Champions’ Balladet 2017. december 7-én adták ki. Ez hozzáad egy új tömlöcöt, további történet tartalmat, új felszerelést, és további kihívásokat, valamint a Master Cycle Zerót, egy motorbicikli-szerű járművet, amivel Link tud utazni a küldetések teljesítése után.
A „Complete Edition”, amely tartalmazza a játék összes DLC-jét a játék kártyán, 2021. október 8-án adták ki Japánban.

## Fogadtatás
A Breath of the Wildot kritikai elismerésnek adták ki, sokan mesterműnek nevezték, valamint minden idők egyik legjobb videójátékának. A kritikaösszegző oldalon, a Metacriticen a Breath of the Wild volt 2017 legmagasabb értékelésű játéka, és ennek a játéknak van a legnagyobb számú tökéletes kritikája, bármelyik évből. Az ipari kiadványok, beleértve az IGN-t, a GameSpotot, a Polygont, az Entertainment Weeklyt, az Eurogamert, az Electronic Gaming Monthlyt, a GamesRadar+-ot és a Game Informert, 2017 legjobb játékának rangsorolta a Breath of the Wildot. A kritikaösszegző oldal, a Metacritic szerint a Breath of the Wild tizennyolc az évtized legjobb játékait összegző listáinak élére került, többre, mint a 2010-es évek bármely más játéka.
A nyílt világú játékmenet dicséretben részesült. Jose Otero az IGN-től úgy írta le, mint „mesterrang a nyílt-világ tervezésben” és „egy csodálatos sandbox tele rejtéllyel, csábító dolgok több lógó tucatjával előtted, ami csak könyörög, hogy fel legyen fedezve”. A GameSpot a leglenyűgözőbb Nintendo által készült játéknak nevezte, írva, hogy ez „tökéletesíti más játékok tervezését és mechanikáit, és újradolgozza azokat a saját céljaira, hogy valami teljesen új jöjjön létre, de szintén valami, ami még mindig alapvetőnek érződik, mint egy Zelda játék … Ez egyszerre visszatérés a formába, és egy lépés feltérképezetlen terület felé, valamint mindkét fronton felülmúlja az elvárásokat.” Az Edge azt írta, hogy a játékvilág „egy abszolútum, és szakadatlan, öröm eltévedni benne” és azt is, hogy „a varázslata, hogy minden eszközt megadnak az nyitó órában az a tudás, ami megoldás bármely problémára, ami már az ön rendelkezésére áll, és mindig meg tudod változtatni a taktikát”. A Digital Trends szerint a képességek, hogy meg lehet mászni bármely felszínt és át lehet siklani a térképen, megadja a játékosoknak a mozgás szabadságát, ami „megnyitotta a műfajt, arra késztetve a fejlesztőket, hogy gondolják újra, a játékosok hogyan lépjenek kapcsolatba a világgal” valamint „extra ötletet rak a vertikális tervezésbe.” Szembe az „Ubisoft-stílusú” játékokkal, ahol a játék térképe meg van töltve érdekek és célok pontjaival, a Breath of the Wild szabad-formájú felfedezése felbátorítja a játékosokat, hogy tűzzék ki céljaikat, megjelölve a térképet felfedezésekkel, ami a „játékosok teljesítményének feljegyzése”ként szolgál.
Az Ars Technica Kyle Orlandje szerint „miután egy hetet teljesen elmerülten töltöttem a Nintendo nyílt-világú újraképzelésének a próbált-és-igaz Zelda formulájának, nehéz visszatérni a franchise múltjának sablonosabb részeihez”. Az újságírók kommentálták a váratlan interakciókat a játék elemei között, váratlan pillanatokkal, amik népszerűnek bizonyulnak a közösségi médiában. Chris Plante a The Verge-től előre látta, hogy míg a korábbi nyílt-világú játékokra jellemző volt, hogy tartalmazzanak előírt kihívásokat, a Zelda befolyásolná a játékok új generációját a nyílt-végű probléma-megoldással. A Digital Trends azt írta, hogy a játék kísérletezésének szintje megengedte a játékosoknak, hogy kapcsolatba léphessenek a környezettel valamint, hogy kizsákmányolhassák kreatív módokon, aminek az eredménye különféle „trükkök”, amiket még a kiadást követő években is fel vannak fedezve.
A kritikusok dicsérték a részlet és az elmerülés érzékét. A Kotaku ajánlotta az UI elemek leállítását, dicsérve a közvetett jelzéseket, amik kontextusban jelzik ugyanazt az információt, mint például, hogy Link didereg a hidegben vagy a jelzőfények megjelenése a távcső használatával. A kritikusok szintén kommentálták Link, a falusiak, a kisállatok és az ellenségek közötti interakcióknak a váratlan permutációját, amikből sok meg volt osztva széles körökben a közösségi médiában. A tisztelgést a Nintendo korábbi elnöke Ivata Szatoru előtt, aki a fejlesztés idején halt meg, szintén dicsérték.
Jim Sterling kritikusabb volt, mint a többi, adván a Breath of the Wildnak 7/10-es pontszámot. Kritizálták a nehézséget, a fegyverek tartósságát és a pályatervezést, de dicsérte a nyílt világot és a tartalmak változatosságát. Más kritika összpontosított instabil képkocka-sebességre, és az alacsony 900p-s felbontásra; a frissítések megoldottak egyes problémákat.
2021-ben a TV Asahi végzett egy kutatást 50 ezer japán felhasználó megkérdezésével, és a Breath of the Wildot szavazták meg minden idők legjobb konzoljátékának, a második helyezés a Dragon Quest V felett.
2021-ben az IGN a Breath of the Wildot első helyen listázta az ők minden idők 100 legjobb játéka listájukon.
 

### Eladások
A Breath of the Wild eladási rekordokat döntött egy Nintendo konzolnak az induló játékaként minden régióban. Japánban a Switch és a Wii U változatokból együtt 230 ezer példány kelt el a kiadás első hetén, és az előbbi változat lett a legjobban elkelő játék, amit azon a héten adtak ki. Az Egyesült Királyságban a Breath of the Wild volt a második legjobban elkelő kiskereskedelmi játék a kiadás hetén, a Horizon Zero Dawn mögött, és a harmadik legjobban elkelő Zelda játék lett a The Wind Waker és a Twilight Princess mögött. Az Egyesült Államokban a Breath of the Wild lett a második legjobban elkelő videójáték a kiadás hónapjában, a Tom Clancy’s Ghost Recon Wildlandsje mögött. A Nintendo jelentette, hogy a Breath of the Wild abban a hónapban több mint egy millió példányban kelt el az Egyesült Államokban, ebből 925 ezer Switch-re – 100%-os csatolási ráta. 2017 áprilisában a Nintendo jelentette, hogy a Breath of the Wildból március végéig 3,87 millió példány lett eladva világszerte, 1,08 millió Wii U-ra és 2,76 millió Switch-re, felülmúlva a Switch globális eladását (2,74 millió) ugyanabból az időszakból. A Nintendo elnöke Kimisima Tacumi azt mondta, hogy a Breath of the Wild csatolási rátája Switch-hez „példátlan” volt. 2019 márciusáig a játékból 14,27 millió példányt adtak el, 12,77 Switch-re, és 1,61 Wii U-ra, és így a Breath of the Wild lett a franchise legjobban elkelő játéka. A Switch változat eladásai 2022 márciusában elérte a 26,55 milliót. 1,69 millió példányban kelt el Wii U-ra.

### Díjak
A 2016-os E3 demonstrációját követően, a Breath of the Wild számos elismerést szerzett a Game Critics Awardson, valamint az olyan kiadványoktól, mint az IGN vagy a Destructoid. Az E3 legjobb játékai között listázta az Eurogamer, a GameSpot és a GamesRadar+. Később 2016-ban a Breath of the Wild nyert két díjat a Gamescomon, valamint megnyerte a Legjobban Várt Játék díját a The Games Awards 2016-on.
Kiadása után a Breath of the Wild több díjat nyert a The Game Awards 2017-en, beleértve az Év Játéka, a Legjobb Játék Rendezés, valamint a Legjobb Akció/Kaland Játék díját, valamint jelölték a Legjobb Művészeti Rendezésért, a Legjobb Szerzeményért/Zenéért, és a Legjobb Audió Tervezésért. 2018-ban a 21. éves D.I.C.E. díjátadón megnyerte az Év Játéka és más díjakat.
| Díj                              | Díjátadó időpontja   | Kategória                                     | Eredmény |
| -------------------------------- | -------------------- | --------------------------------------------- | -------- |
| Game Critics Awards              | 2016. július 5.      | Legjobb Akció/Kaland Játék                    | Elnyerte |
| Game Critics Awards              | 2016. július 5.      | Legjobb Konzol Játék                          | Elnyerte |
| Game Critics Awards              | 2016. július 5.      | A Show Legjobbja                              | Elnyerte |
| 2016-os The Game Awards          | 2016. december 1.    | Legjobban Várt Játék                          | Elnyerte |
| 2017-es Teen Choice Awards       | 2017. augusztus 13.  | Videójáték Választás                          | Jelölve  |
| Japan Game Awards                | 2017. szeptember 21. | A Nagy Díj                                    | Elnyerte |
| BBC Radio 1's Teen Awards        | 2017. október 22.    | Legjobb Játék                                 | Jelölve  |
| Ping Awards                      | 2017. november 8.    | Legjobb Nemzetközi Játék                      | Elnyerte |
| Golden Joystick Awards           | 2017. november 17.   | Legjobb Vizuális Tervezés                     | Jelölve  |
| Golden Joystick Awards           | 2017. november 17.   | Legjobb Audió                                 | Elnyerte |
| Golden Joystick Awards           | 2017. november 17.   | Kritikusok Választása Díj                     | Elnyerte |
| Golden Joystick Awards           | 2017. november 17.   | Az év Nintendo Játéka                         | Elnyerte |
| Golden Joystick Awards           | 2017. november 17.   | Az Év Végső Játéka                            | Elnyerte |
| 2017-es The Game Awards          | 2017. december 7.    | Az Év Játéka                                  | Elnyerte |
| 2017-es The Game Awards          | 2017. december 7.    | Legjobb Játék Rendezés                        | Elnyerte |
| 2017-es The Game Awards          | 2017. december 7.    | Legjobb Művészeti Rendezés                    | Jelölve  |
| 2017-es The Game Awards          | 2017. december 7.    | Legjobb Szerzemény/Zene                       | Jelölve  |
| 2017-es The Game Awards          | 2017. december 7.    | Legjobb Audió Tervezés                        | Jelölve  |
| 2017-es The Game Awards          | 2017. december 7.    | Legjobb Akció/Kaland Játék                    | Elnyerte |
| 21. éves D.I.C.E. Awards         | 2018. február 22.    | Az Év Játéka                                  | Elnyerte |
| 21. éves D.I.C.E. Awards         | 2018. február 22.    | Az Év Kaland Játéka                           | Elnyerte |
| 21. éves D.I.C.E. Awards         | 2018. február 22.    | Kiemelkedő Teljesítmény Művészeti Rendezésben | Jelölve  |
| 21. éves D.I.C.E. Awards         | 2018. február 22.    | Kiemelkedő Technikai Teljesítmény             | Jelölve  |
| 21. éves D.I.C.E. Awards         | 2018. február 22.    | Kiemelkedő Teljesítmény Játék Tervezésben     | Elnyerte |
| 21. éves D.I.C.E. Awards         | 2018. február 22.    | Kiemelkedő Teljesítmény Játék Rendezésben     | Elnyerte |
| SXSW Gaming Awards               | 2018. március 17.    | Kiválóság Zenei Szerzeményben                 | Jelölve  |
| SXSW Gaming Awards               | 2018. március 17.    | Kiválóság Animációban                         | Jelölve  |
| SXSW Gaming Awards               | 2018. március 17.    | Kiválóság Művészetben                         | Jelölve  |
| SXSW Gaming Awards               | 2018. március 17.    | Kiválóság Játékmenetben                       | Jelölve  |
| SXSW Gaming Awards               | 2018. március 17.    | Kiválóság Tervezésben                         | Jelölve  |
| SXSW Gaming Awards               | 2018. március 17.    | Az Év Videójátéka                             | Jelölve  |
| Game Developers Choice Awards    | 2018. március 21.    | Legjobb Audió                                 | Elnyerte |
| Game Developers Choice Awards    | 2018. március 21.    | Legjobb Tervezés                              | Elnyerte |
| Game Developers Choice Awards    | 2018. március 21.    | Innováció Díj                                 | Jelölve  |
| Game Developers Choice Awards    | 2018. március 21.    | Legjobb Technológia                           | Jelölve  |
| Game Developers Choice Awards    | 2018. március 21.    | Legjobb Vizuális Művészet                     | Jelölve  |
| Game Developers Choice Awards    | 2018. március 21.    | Az Év Játéka                                  | Elnyerte |
| 14. British Academy Games Awards | 2018. április 12.    | Művészeti Teljesítmény                        | Jelölve  |
| 14. British Academy Games Awards | 2018. április 12.    | Legjobb Játék                                 | Jelölve  |
| 14. British Academy Games Awards | 2018. április 12.    | Játék Tervezés                                | Jelölve  |
| 14. British Academy Games Awards | 2018. április 12.    | Játék Innováció                               | Elnyerte |
| 14. British Academy Games Awards | 2018. április 12.    | Zene                                          | Jelölve  |
| 2018-as Teen Choice Awards       | 2018. augusztus 12.  | Videójáték Választás                          | Jelölve  |
| CEDEC Awards                     | 2018. augusztus 13.  | Technika                                      | Elnyerte |

## Hatása
Röviddel a Breath of the Wild megjelenése után újságírók és videójáték ipari alakok megbeszélték, hogy a játék hogyan befolyásolná a jövő nyílt-világú játékait és a Zelda sorozatot. Benjamin Plich, az Assassin’s Creed Unity és a For Honor tervezője azt mondta, hogy hitte, hogy a fejlesztők vennének inspirációt a kísérleti és emergenciás játékmenetre való összpontosításából, mint például „a képesség a dolgokkal való kísérletezéshez szabadabban, egy nyílt módon” valamint van „erőteljes érzéke az autonómiájának és a környezettel való kísérletezésnek valamint az eszközök a rendelkezésükre állnak.” Damien Monnier, a The Witcher 3: Wild Hunt tervezője azt mondta, hogy a Breath of the Wildnak „sikerült összehoznia a klasszikus nyílt világ mechanikákat miközben nem hagyatkozunk rájuk, hogy végigvezessék a játékost a világon,” felbátorítva a játékosokat, hogy „menjetek és fedezzétek fel, azért mert csodáljátok, hogy mi van ott, nem mert egy zsákmány ikon azt mondja neked.” Ennek a „reaktív fizika” sandbox dizájnja a Screen Rant szerint „egy kinyilatkoztatás a nyílt világ műfajnak nagy vonalakban”, valamint a játékról megjegyezték a kísérleti kémiai motorját, annyira hangsúlyozva a kémiát, mint amennyire a fizikát. A PC Gamer azt írta, hogy a játék „[beállított] egy szabványt, hogyan kell élnie a műfaj nagy részének.”
A kiadást követő években számos játék és fejlesztő idézte a Breath of the Wildot inspirációként. Ezek közzé tartoznak a Genshin Impact, a Ghost of Tsushima, az Immortals: Fenyx Rising, a Telling Lies, a Halo Infinite, az Elden Ring, valamint a Forspoken. Hasonlóságokat szintén megjegyeztek a Breath of the Wild és olyan más azóta kiadott nyílt világú játékok között, mint a Pokémon Legends: Arceus, a Sonic Frontiers és a Horizon: Forbidden West. A Digital Trends szerint a Breath of the Wild népszerű pontja lett más nyílt világú játékok közötti összehasonlításoknak, „közelítve az ”Ez a Dark Soulsja…” klisék szintjeit.”
A játék sikere fokozott érdeklődést váltott ki a Wii U emulátor, a Cemu iránt, mivel a Cemu fejlesztők gyorsan frissítették a szoftvert a kiadás hetein belül, hogy a játékot állandó képkocka-sebességen futtassa.
2020 szeptemberében a Nintendo bejelentette a Hyrule Warriors: Age of Calamityt, egy hack and slash játékot a Dynasty Warriors sorozat stílusában, követve a 2014-es Hyrule Warriorst. Az Age of Calamity a Breath of the Wild spin-offja, amelynek története 100 évvel korábban játszódik. A játékot 2020. november 20-án adták ki Nintendo Switch-re.

### Folytatás
A 2019-es E3-on bejelentettek egy cím nélküli folytatást Nintendo Switch-re. A játék a Breath of the Wild letölthető tartalmainak tervezése során fogant meg; a csapat túl sok ötlettel állt elő, amelyekből egyeseket nem lehetett megvalósítani technikai korlátok miatt, ezért úgy döntöttek, hogy egy új játékban használják fel az ötleteket. Aonuma szerint a folytatás az eredeti világ tetején fog épülni, új történettel és játékmeneti elemekkel, valamint részben a Red Dead Redemption 2 inspirálta. Fudzsibajasi visszatér rendezőként. Eredetileg 2022-re tervezték a kiadást, de 2022 márciusában bejelentették, hogy a játékot elhalasztották 2023 tavaszára.

## Fordítás
- Ez a szócikk részben vagy egészben  a   The Legend of Zelda: Breath of the Wild című angol Wikipédia-szócikk fordításán alapul.  Az eredeti cikk szerkesztőit annak laptörténete sorolja fel. Ez a jelzés csupán a megfogalmazás eredetét és a szerzői jogokat jelzi, nem szolgál a cikkben szereplő információk forrásmegjelöléseként.

## Külső hivatkozások
- Hivatalos weboldal
- The Legend of Zelda: Breath of the Wild a MobyGamesen
- The Legend of Zelda: Breath of the Wild az IMDB-n